# 有机合成
有機合成是合成化學的一個分支，主要是經由各式各樣的有機反應來建構有機分子。和無機分子相比，有機分子通常在結構上複雜許多，包括官能基、立體化學、多環構造等結構性細節。現今有機合成已經發展成為有機化學一個十分重要的分支，也是製藥、生醫、材料等產業重要的基礎。有機合成中有兩個主要的領域：全合成與合成方法的研究。

## 全合成
全合成是從可簡單購得或天然存在的有機分子開始合成一個完整複雜的目標分子。在線性合成中，由起始物開始經由化學反應一步一步建構目標分子，而每一步所得到的產物分子則稱為合成中間體。合成更加複雜的目標分子通常需要將數個線性合成組合起來。經由幾個線性合成組合出目標分子的不同部分，然後再拼裝成最終產物，這樣的合成策略稱為收斂性合成。通常收斂性合成是比較有效率的合成，除了有較高的總產率之外，也可以減少溶劑、管柱用矽膠以及其他化學原料的使用。
歷史上許多合成有機化學家曾對於全合成的領域做出不少貢獻。1965年諾貝爾化學獎得主羅伯特·伯恩斯·伍德沃德（Robert Burns Woodward）被公認為是有機合成之父，曾經作過許多傑出的有機合成，例如葉綠素、維生素B12和番木鱉鹼等等。其它較晚期的例子包括Paul A. Wender, Robert A. Holton、K. C. Nicolaou、Samuel Danishefsky在紫杉醇合成上的研究。

## 合成方法的研究
合成中的每一步化學反應都要求使用適當的化學試劑與反應條件來得到最佳產率純度以及盡可能簡易的操作。有時候從文獻中可以找到製造相同合成中間體的方法，這種狀況下通常會因循前例採用那些方法而不是另起爐灶自行研發。但是，大部分的合成中間體都是以前從來沒有被製造過的，因此就必須要借助研究合成方法的學者所開發出一般性的方法。一個合成方法要能夠給出高產率以及能夠應用在不同種類的分子，如此才會被廣泛地使用在全合成中。研究合成方法通常包括三個主要階段：開發、最優化、研究合成方法的應用性以及限制。對於化學試劑的反應性的知識與經驗是開發合成方法不可或缺的條件。最優化指的是對於一兩個分子試驗不同的反應條件（溫度、溶劑、反應時間等等）直到獲得最佳的產率與純度。接著研究者會把最優化的合成方法使用在一系列的分子上來探討這一個合成方法的應用性以及限制。較有規模的研究團隊常常會藉由全合成來展示他們合成方法的優點和應用在真實例子的價值。

## 不對稱合成
天然分子通常是以單一对映异构体的形式存在，但傳統的全合成只能夠合成外消旋體混合物，而外消旋體混合物有時可以經由手性拆分來分離。
二十世紀後葉化學家開始投入不對稱合成的研究，其中包括以不對稱催化劑及動力學手性拆分來直接獲得單一對掌異構物而不是外消旋體混合物。早期的例子包括Sharpless不對稱環氧化反應（K. Barry Sharpless）以及不對稱氫化（William S. Knowles、野依良治），而這些研究者根據他們在不對稱合成上的貢獻共同獲得了2001年諾貝爾化學獎。以往掌性起始物常常只能從天然物中獲得，但這一些不對稱反應提供了化學家更多掌性起始物的選擇。藉助由Robert Burns Woodward創新的技術以及控制立體化學之合成方法上的進展，化學家漸漸有能力避免外消旋化的問題，因此不需要任何的手性拆分就可以得到以單一對掌異構物的形式存在的最終產物。這一種技術和概念通稱為不對稱合成。

## 合成設計
Elias James Corey在分析合成路徑上引進了逆合成分析的概念（1990年諾貝爾化學獎）。逆合成分析指的是從產物開始根據一些規則逆推回起始物，進而建立起整個合成路徑，這一些步驟使用逆合成箭頭（⇒或⇨）來連結。另外，James B. Hendrickson開發了一套計算化學的程式，根據一連串的「半反應」來設計合成路徑。近期也有相關的論文評論電腦輔助設計合成路徑之領域的進展。

## 基本概念
- 起始物、目标分子和逆合成分析
- 合成子、反合成子、合成等价物和切断
- 连接和重排
- 官能团转换、官能团引入和官能团消除
- 保护基